# Cantón de Cazouls-lès-Béziers
El cantón de Cazouls-lès-Béziers es una división administrativa francesa, situada en el departamento del Hérault y la región Occitania.

## Composición
El cantón de Cazouls-lès-Béziers agrupa 28 comunas:
1. Cazouls-lès-Béziers
2. Autignac
3. Cabrerolles
4. Causses-et-Veyran
5. Caussiniojouls
6. Colombiers
7. Faugères
8. Fos
9. Fouzilhon
10. Gabian
11. Laurens
12. Magalas
13. Maraussan
14. Margon
15. Maureilhan
16. Montady
17. Montesquieu
18. Murviel-lès-Béziers
19. Neffiès
20. Pailhès
21. Pouzolles
22. Puimisson
23. Roquessels
24. Roujan
25. Saint-Geniès-de-Fontedit
26. Saint-Nazaire-de-Ladarez
27. Thézan-lès-Béziers
28. Vailhan

|  |  |